# Јездимир Станковић
Јездимир Станковић (Крагујевац, 12. децембар 1939 — Београд, 13. октобар 2015) био је српски рукометни тренер и селектор мушке и женске репрезентације Југославије.

## Биографија
Рођен је у Крагујевцу 1939. године. Тренерску каријеру је започео са 19 година и то у двојној улози, као оснивач женског рукометног клуба БСК и као тренер. У дугом тренерском стажу успешно је водио екипе у мушкој конкуренцији и то Металопластику из Шапца са којом је освојио Куп Југославије 1980. године, а у Купу победника купова Европе у полуфиналу изгубили су од екипе Емпор из Роштока. Затим је тренирао Кристал из Зајечара, Црвену звезду и Партизан из Београда. Станковић је са својим екипама освојио две шампионске титуле (БСК 1961. године и РК Вождовац 1971. године) и седам купова Југославије — шест са екипом ОРК Београд и једну са шабачком Металопластиком.
У периоду од 1968. до 1975. водио је сениорску женску репрезентацију Југославије, тимски са др Зораном Пантазисом и Вилимом Тичићем, и самостално. На Светском првенству 1973. године, био је члан стручног штаба женске репрезентације Југославије која је освојила златну медаљу.
Мушку сениорску репрезентацију Југославије водио је у два периода: први од 1978. до 1980. године и други од 1989. до 1995. године. У селекторској улози на Олимпијским играма у Москви освојио је шесто место. Са репрезентацијом је освојио две златне медаље на Медитеранским играма, 1979. и 1991. године, као и златну медаљу на Балканским играма 1979. године у Вараждину. У оба мандата као селектор репрезентације је селектирао и формирао успешне репрезентативце и будуће олимпијске победнике, светске прваке и освајаче медаља на Европским првенствима.
Преминуо је у Београду 2015. године.